# Epe (Gueldre)
Pour les articles homonymes, voir Epe.
Epe est un village et une commune néerlandaise, en province de Gueldre. Sa population est d'environ 33 240 habitants (2022). La surface d'Epe est 157,25 km².

## Personnalités liées
- Elisabeth Maria Post (1755-1812), poétesse

## Galerie

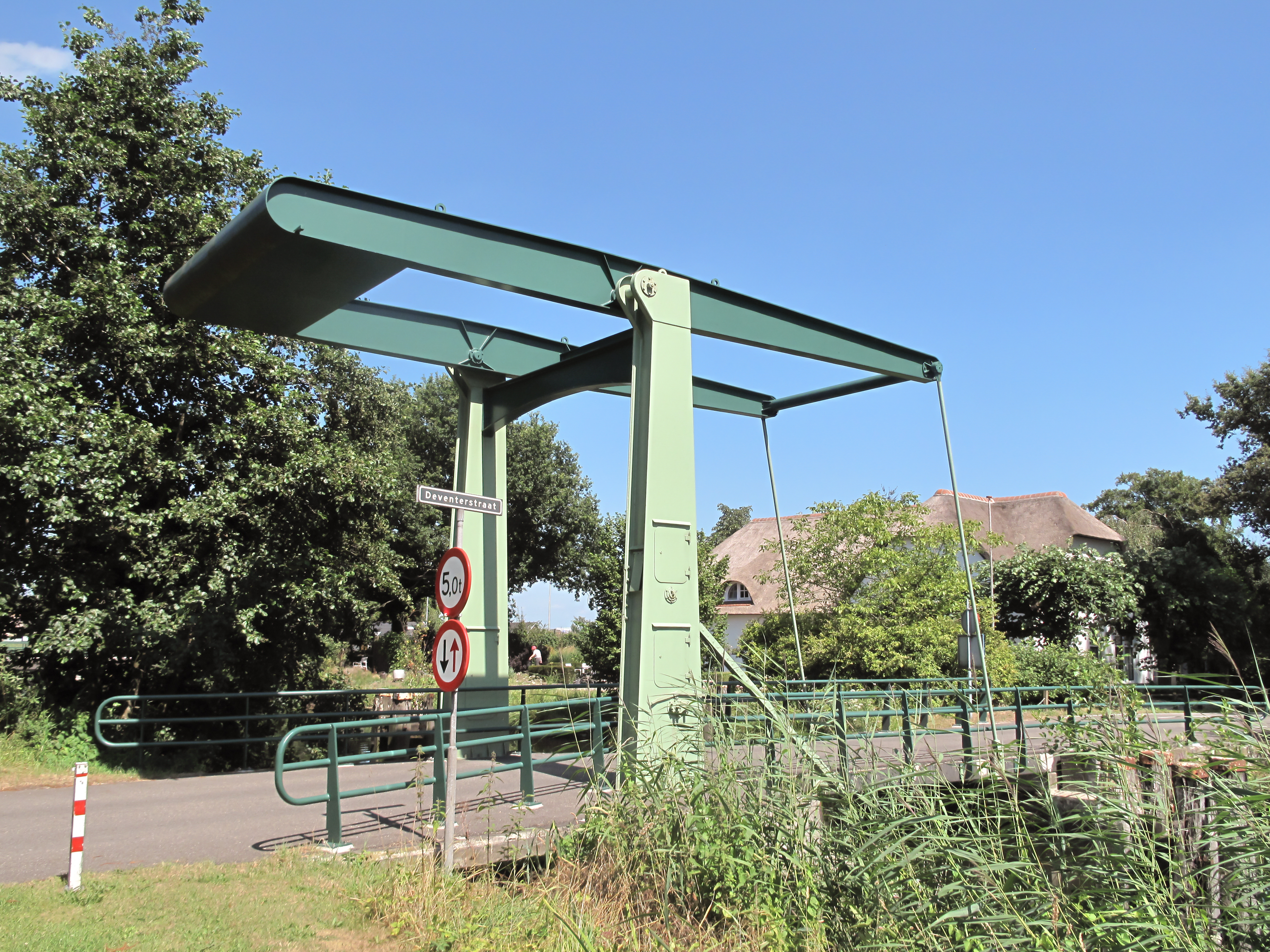
Vaassen, pont basculant sur l'Apeldoorns Kanaal
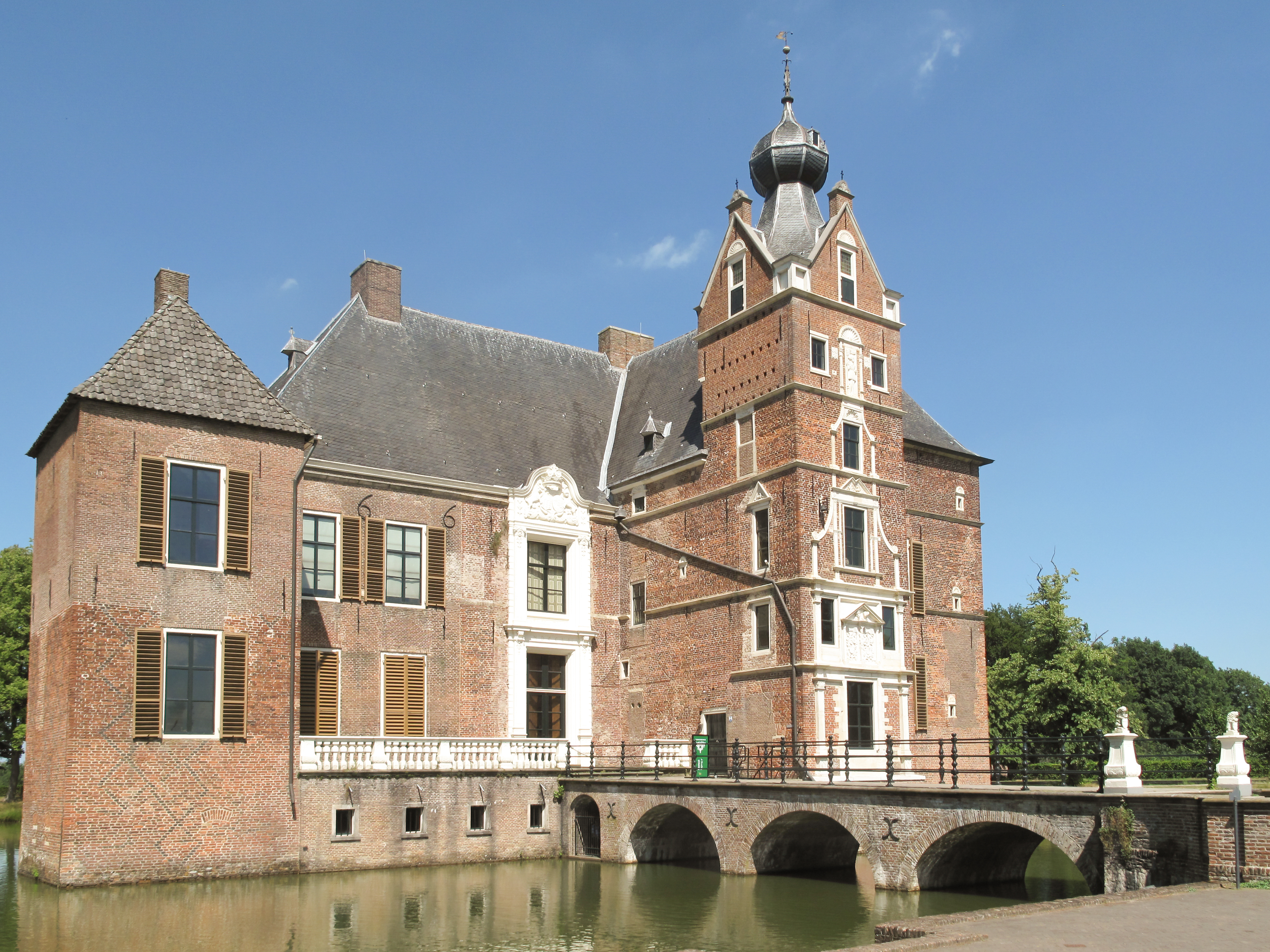
Vaassen, château: de Cannenburch
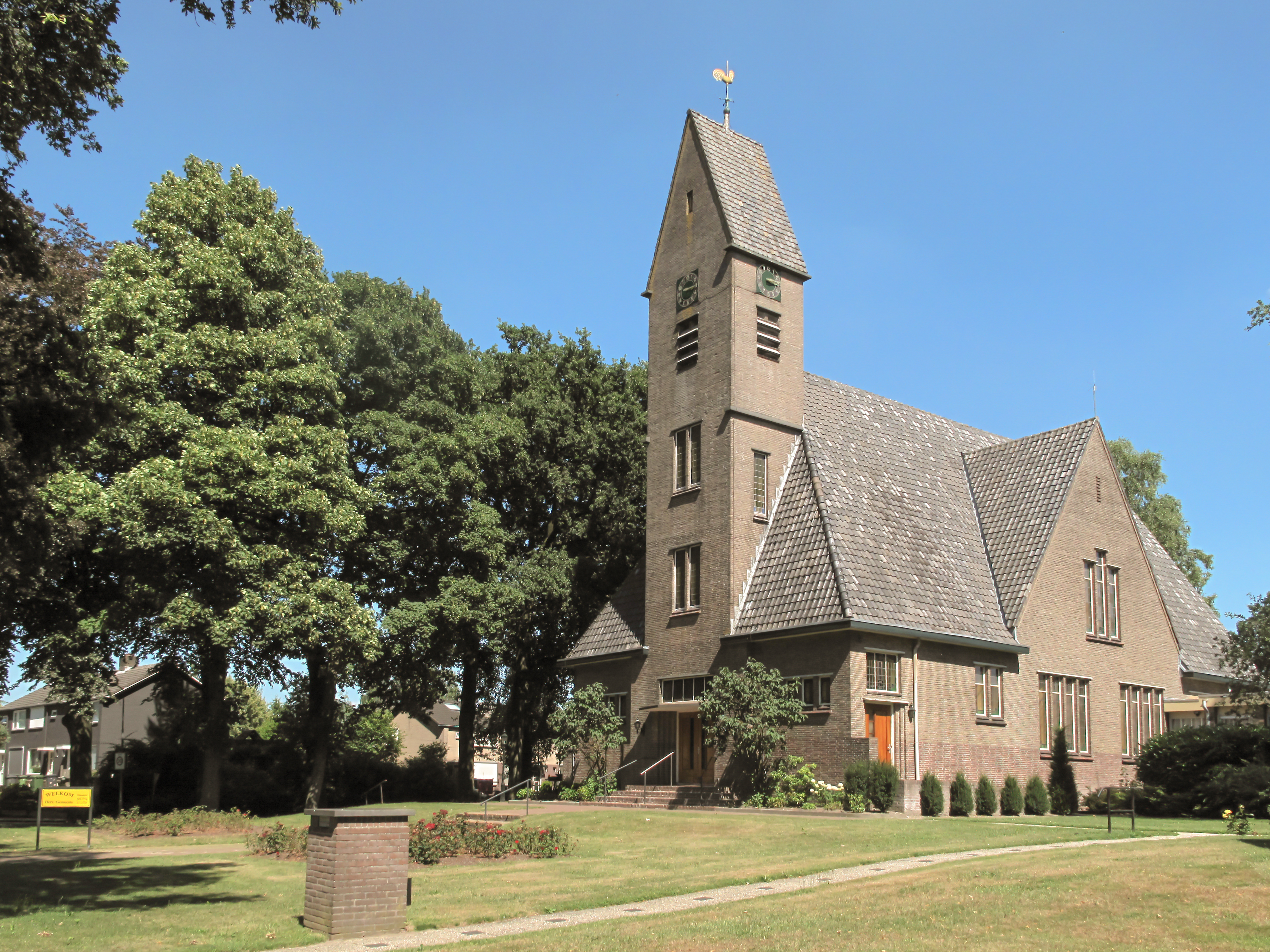
Emst, église protestante
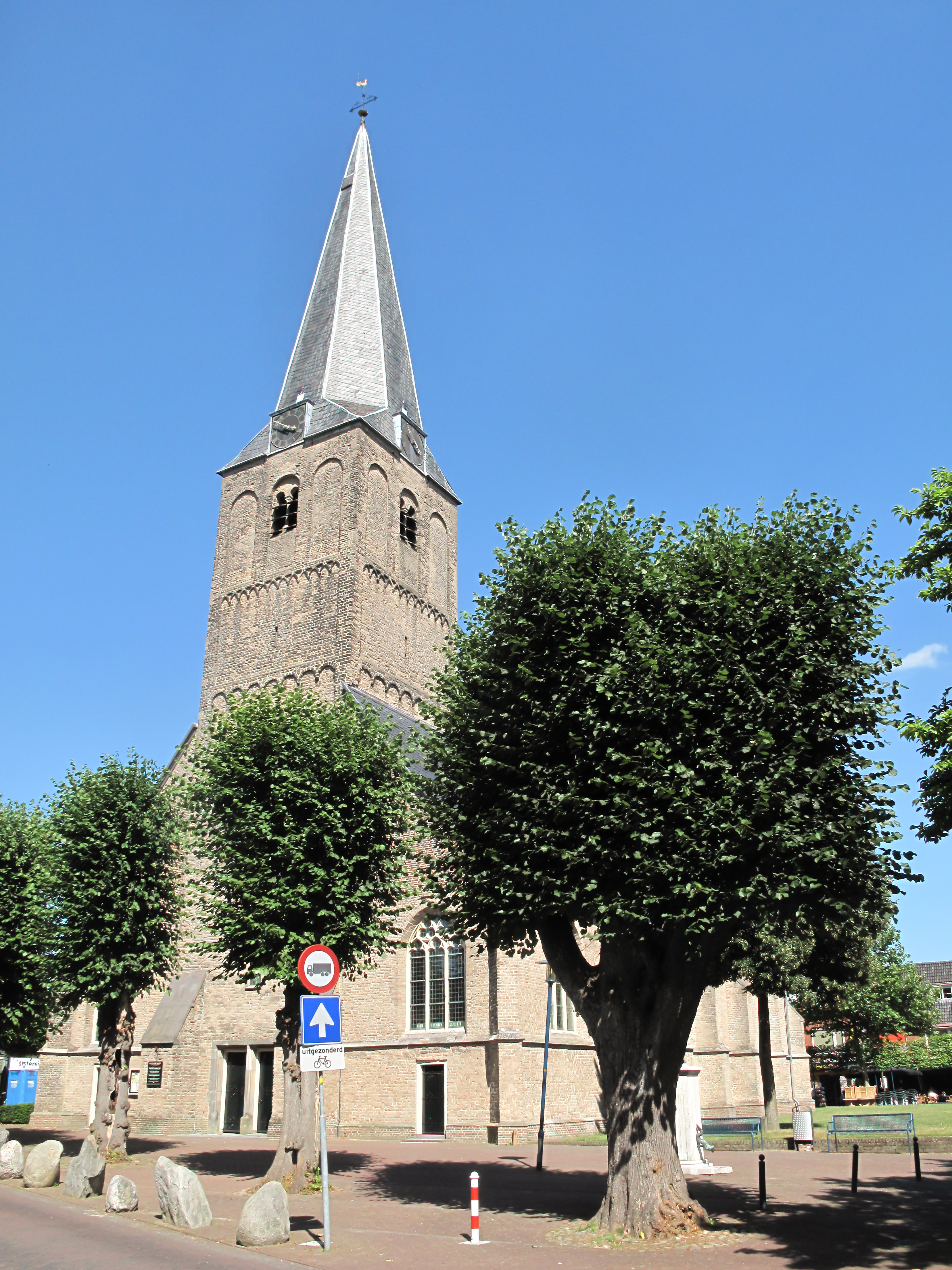
Epe, église: de Martinus Grote Kerk
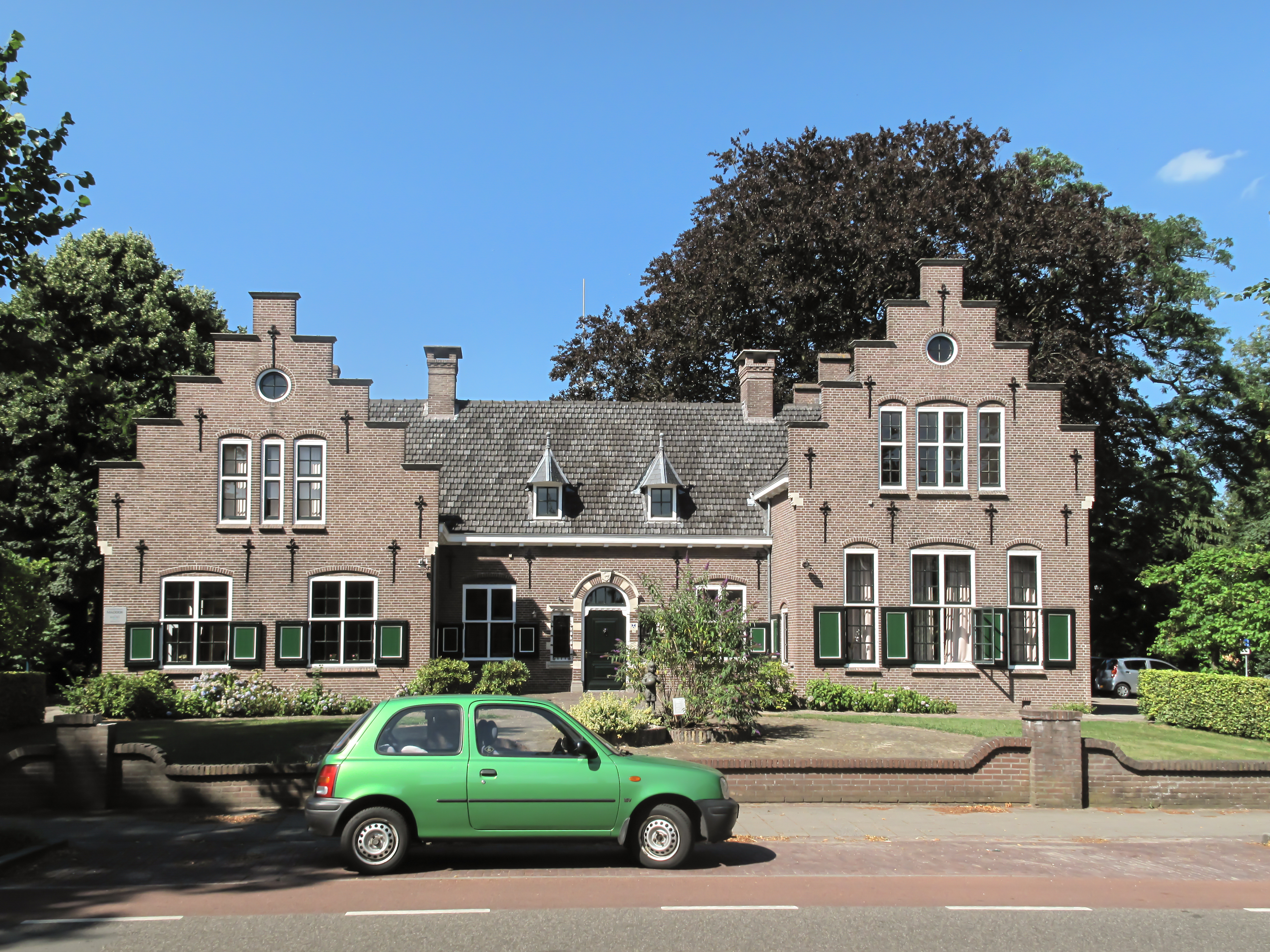
Epe, maison des jeunes Maddox
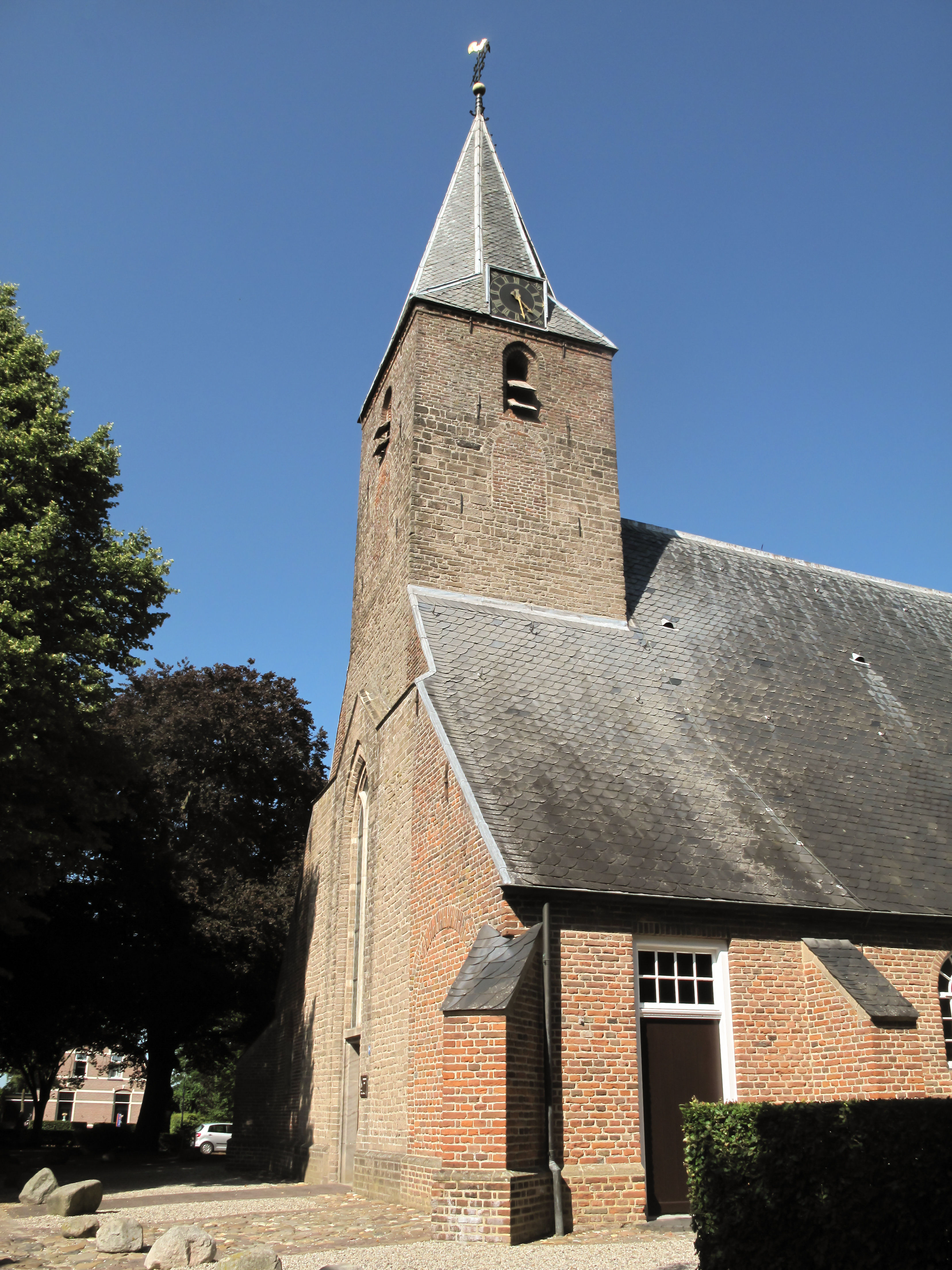
Oene, église protestante Dionysius
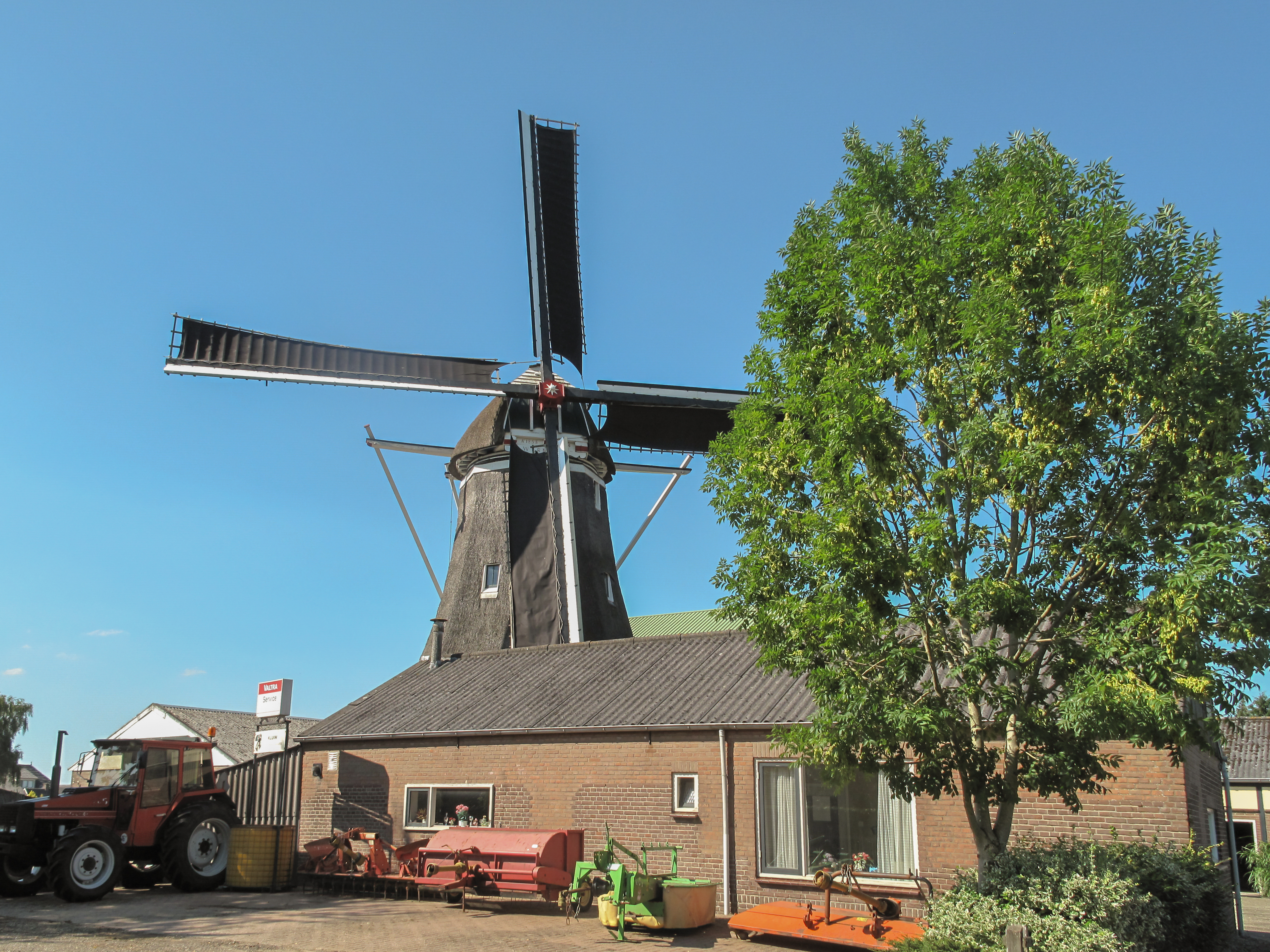
Oene, moulin: korenmolen de Werklust